# Catocala lydia
Catocala lydia là một loài bướm đêm trong họ Erebidae.